# Pallacanestro alla XXX Universiade - Torneo femminile
Il torneo femminile di pallacanestro alla XXX Universiade si svolgerà dal 3 all'11 luglio 2019 in varie città campane.

## Squadre qualificate
- Australia
- Argentina
- Canada
- Cina
- Finlandia
- Giappone
- Messico
- Portogallo

- Rep. Ceca
- Romania
- Russia
- Slovenia
- Stati Uniti
- Taipei cinese
- Ucraina
- Ungheria

## Risultati

### Fase a gironi

#### Gruppo A
| Pos. | Squadra   | Pt | G | V | P | PF  | PS  | DIFF |
| ---- | --------- | -- | - | - | - | --- | --- | ---- |
| 1.   | Giappone  | 6  | 3 | 3 | 0 | 228 | 167 | 61   |
| 2.   | Rep. Ceca | 5  | 3 | 2 | 1 | 192 | 183 | 9    |
| 3.   | Ungheria  | 4  | 3 | 1 | 2 | 171 | 176 | -5   |
| 4.   | Ucraina   | 3  | 3 | 0 | 3 | 132 | 197 | -65  |

| Data     | Ora   | Gara      | Gara  | Gara      | Palazzetto   |
| -------- | ----- | --------- | ----- | --------- | ------------ |
| 3 luglio | 10:30 | Ucraina   | 48-63 | Giappone  | PalaDelMauro |
| 3 luglio | 13:00 | Rep. Ceca | 56-54 | Ungheria  | PalaDelMauro |
| 4 luglio | 13:00 | Ucraina   | 36-71 | Rep. Ceca | PalaBarbuto  |
| 4 luglio | 17:30 | Giappone  | 72-54 | Ungheria  | PalaBarbuto  |
| 5 luglio | 10:30 | Ungheria  | 63-48 | Ucraina   | PalaJacazzi  |
| 5 luglio | 17:30 | Rep. Ceca | 65-93 | Giappone  | PalaJacazzi  |

#### Gruppo B
| Pos. | Squadra    | Pt | G | V | P | PF  | PS  | DIFF |
| ---- | ---------- | -- | - | - | - | --- | --- | ---- |
| 1.   | Portogallo | 6  | 3 | 3 | 0 | 208 | 136 | 72   |
| 2.   | Russia     | 5  | 3 | 2 | 1 | 183 | 162 | 21   |
| 3.   | Romania    | 4  | 3 | 1 | 2 | 116 | 165 | -49  |
| 4.   | Argentina  | 3  | 3 | 0 | 3 | 143 | 187 | -44  |

| Data     | Ora   | Gara       | Gara  | Gara       | Palazzetto  |
| -------- | ----- | ---------- | ----- | ---------- | ----------- |
| 3 luglio | 10:30 | Portogallo | 64-50 | Argentina  | PalaBarbuto |
| 3 luglio | 13:00 | Romania    | 31-59 | Russia     | PalaBarbuto |
| 4 luglio | 13:00 | Portogallo | 69-32 | Romania    | PalaJacazzi |
| 4 luglio | 20:00 | Argentina  | 56-70 | Russia     | PalaJacazzi |
| 5 luglio | 13:00 | Russia     | 54-75 | Portogallo | PalaCercola |
| 5 luglio | 17:30 | Romania    | 53-37 | Argentina  | PalaCercola |

#### Gruppo C
| Pos. | Squadra       | Pt | G | V | P | PF  | PS  | DIFF |
| ---- | ------------- | -- | - | - | - | --- | --- | ---- |
| 1.   | Stati Uniti   | 6  | 3 | 3 | 0 | 245 | 186 | 59   |
| 2.   | Taipei cinese | 5  | 3 | 2 | 1 | 236 | 202 | 34   |
| 3.   | Slovenia      | 4  | 3 | 1 | 2 | 160 | 215 | -55  |
| 4.   | Messico       | 3  | 3 | 0 | 3 | 152 | 190 | -38  |

| Data     | Ora   | Gara          | Gara  | Gara          | Palazzetto   |
| -------- | ----- | ------------- | ----- | ------------- | ------------ |
| 3 luglio | 10:30 | Stati Uniti   | 60-49 | Messico       | PalaJacazzi  |
| 3 luglio | 13:00 | Taipei cinese | 75-54 | Slovenia      | PalaJacazzi  |
| 4 luglio | 13:00 | Stati Uniti   | 93-85 | Taipei cinese | PalaCercola  |
| 4 luglio | 17:30 | Messico       | 48-54 | Slovenia      | PalaCercola  |
| 5 luglio | 10:30 | Messico       | 55-76 | Taipei cinese | PalaDelMauro |
| 5 luglio | 17:30 | Slovenia      | 52-92 | Stati Uniti   | PalaDelMauro |

#### Gruppo D
| Pos. | Squadra   | Pt | G | V | P | PF  | PS  | DIFF |
| ---- | --------- | -- | - | - | - | --- | --- | ---- |
| 1.   | Australia | 6  | 3 | 3 | 0 | 243 | 186 | 57   |
| 2.   | Cina      | 5  | 3 | 2 | 1 | 243 | 209 | 34   |
| 3.   | Finlandia | 4  | 3 | 1 | 2 | 183 | 202 | -19  |
| 4.   | Canada    | 3  | 3 | 0 | 3 | 179 | 251 | -72  |

| Data     | Ora   | Gara      | Gara  | Gara      | Palazzetto   |
| -------- | ----- | --------- | ----- | --------- | ------------ |
| 3 luglio | 10:30 | Cina      | 84-69 | Canada    | PalaCercola  |
| 3 luglio | 13:00 | Finlandia | 51-68 | Australia | PalaCercola  |
| 4 luglio | 13:00 | Cina      | 75-50 | Finlandia | PalaDelMauro |
| 4 luglio | 17:30 | Canada    | 51-85 | Australia | PalaDelMauro |
| 5 luglio | 10:30 | Australia | 90-84 | Cina      | PalaBarbuto  |
| 5 luglio | 17:30 | Finlandia | 82-59 | Canada    | PalaBarbuto  |

### Fase a eliminazione diretta
|  | Quarti di finale | Quarti di finale |             |            | Semifinali                | Semifinali                |  |  | Finale    | Finale |
|  |                  |                  |             |            |                           |                           |  |  |           |        |
|  | 7 luglio         |                  |             |            |                           |                           |  |  |           |        |
|  |                  |                  |             |            |                           |                           |  |  |           |        |
|  | Giappone         | 89               |             |            |                           |                           |  |  |           |        |
|  | Giappone         | 89               | 8 Luglio    |            |                           |                           |  |  |           |        |
|  | Russia           | 83               |             |            |                           |                           |  |  |           |        |
|  | Russia           | 83               | Giappone    | 64         |                           |                           |  |  |           |        |
|  | 7 luglio         |                  | Giappone    | 64         |                           |                           |  |  |           |        |
|  |                  | Stati Uniti      | 89          |            |                           |                           |  |  |           |        |
|  | Stati Uniti      | Stati Uniti      | 89          | 87         |                           |                           |  |  |           |        |
|  | Stati Uniti      |                  | 10 luglio   | 87         |                           |                           |  |  |           |        |
|  | Cina             | 79               |             |            |                           |                           |  |  |           |        |
|  | Cina             | 79               | Stati Uniti | 72         |                           |                           |  |  |           |        |
|  | 7 luglio         |                  | Stati Uniti | 72         |                           |                           |  |  |           |        |
|  |                  | Australia        | 80          |            |                           |                           |  |  |           |        |
|  | Portogallo       | Australia        | 80          | 60         |                           |                           |  |  |           |        |
|  | Portogallo       | 8 luglio         |             | 60         |                           |                           |  |  |           |        |
|  | Rep. Ceca        | 44               |             |            |                           |                           |  |  |           |        |
|  | Rep. Ceca        | 44               | Portogallo  | 49         | Finale per il terzo posto | Finale per il terzo posto |  |  |           |        |
|  | 7 luglio         |                  | Portogallo  | 49         | Finale per il terzo posto | Finale per il terzo posto |  |  |           |        |
|  |                  | Australia        | 56          |            |                           |                           |  |  |           |        |
|  | Australia        | Australia        | 56          | 81         | Giappone                  | 59                        |  |  |           |        |
|  | Australia        |                  |             | 81         | Giappone                  | 59                        |  |  |           |        |
|  | Taipei cinese    | 72               |             | Portogallo | 76                        |                           |  |  |           |        |
|  | Taipei cinese    | 72               |             |            | 76                        |                           |  |  |           |        |
|  |                  |                  |             |            |                           |                           |  |  | 10 luglio |        |
|  |                  |                  |             |            |                           |                           |  |  |           |        |

#### Quarti di finale
| Avellino 7 luglio 2019, ore 20:00 | Giappone                                         | 89 – 83 (22-23; 16-19; 31-19; 20-22) referto | Russia | PalaDelMauro\| Arbitri: \| Leonardo Zalazar Mora Gaytan Peter Arpad Praksch \| |
| Arbitri:                          | Leonardo Zalazar Mora Gaytan Peter Arpad Praksch |                                              |        |                                                                                |

| Aversa 7 luglio 2019, ore 20:30 | Stati Uniti                                   | 87 – 79 (28-26; 24-15; 13-27; 22-11) referto | Cina | PalaJacazzi\| Arbitri: \| Karolina Andersson Micaela Prado Martin Vulic \| |
| Arbitri:                        | Karolina Andersson Micaela Prado Martin Vulic |                                              |      |                                                                            |

| Napoli 7 luglio 2019, ore 20:00 | Portogallo                                     | 60 – 44 (14-9; 14-13; 9-13; 23-9) referto | Rep. Ceca | PalaBarbuto\| Arbitri: \| Ryoko Odanaka Stanislav Valeev Christine Vuong \| |
| Arbitri:                        | Ryoko Odanaka Stanislav Valeev Christine Vuong |                                           |           |                                                                             |

| Cercola 7 luglio 2019, ore 20:00 | Australia                                     | 81 – 72 (26-20; 18-18; 19-23; 18-11) referto | Taipei cinese | PalaCercola\| Arbitri: \| Spurlock-Welsh Zulfikar Oruzgani Gatis Salins \| |
| Arbitri:                         | Spurlock-Welsh Zulfikar Oruzgani Gatis Salins |                                              |               |                                                                            |

#### Semifinali
| Napoli 8 luglio 2019, ore 17:30 | Giappone                                | 84 – 89 (26-22; 30-26; 17-22; 11-19) referto | Stati Uniti | PalaBarbuto\| Arbitri: \| Chen Yu Huang Petr Hrusa Alexandra Stan \| |
| Arbitri:                        | Chen Yu Huang Petr Hrusa Alexandra Stan |                                              |             |                                                                      |

| Napoli 8 luglio 2019, ore 20:00 | Portogallo                                      | 49 – 56 (14-12; 15-13; 11-11; 9-20) referto | Australia | PalaBarbuto\| Arbitri: \| Karolina Andersson Mora Gaytan Veronika Vavrova \| |
| Arbitri:                        | Karolina Andersson Mora Gaytan Veronika Vavrova |                                             |           |                                                                              |

#### Finale 3º posto
| Napoli 10 luglio 2019, ore 17:30 | Giappone                             | 59 – 76 (17-13; 12-19; 19-11; 10-15; 1-18) referto | Portogallo | PalaBarbuto\| Arbitri: \| Spurlock-Welsh Micaela Prado X Zhang \| |
| Arbitri:                         | Spurlock-Welsh Micaela Prado X Zhang |                                                    |            |                                                                   |

#### Finale
| Napoli 10 luglio 2019, ore 20:00 | Stati Uniti                                  | 72 – 80 (15-23; 19-14; 14-29; 24-14) referto | Australia | PalaBarbuto\| Arbitri: \| Ryoko Odanaka Christine Wuong Alexey Davydov \| |
| Arbitri:                         | Ryoko Odanaka Christine Wuong Alexey Davydov |                                              |           |                                                                           |

## Classifica finale
| Pos. | Squadra       |
| ---- | ------------- |
|      | Australia     |
|      | Stati Uniti   |
|      | Portogallo    |
| 4    | Giappone      |
| 5    | Russia        |
| 6    | Taipei cinese |
| 7    | Rep. Ceca     |
| 8    | Cina          |
| 9    | Finlandia     |
| 10   | Ungheria      |
| 11   | Romania       |
| 12   | Slovenia      |
| 13   | Canada        |
| 14   | Messico       |
| 15   | Argentina     |
| 16   | Ucraina       |